# Eurovision: Australia Decides 2019
A 2019-es Eurovision: Australia Decides egy ausztrál zenei verseny volt, melynek keretén belül a közönség és a zsűri kiválasztotta, hogy ki képviselje Ausztráliát a 2019-es Eurovíziós Dalfesztiválon, Tel-Avivban. A 2019-es Eurovision: Australia Decides volt az első ausztrál nemzeti döntő.
Az élő műsorsorozatba tíz dal versenyezett az Eurovíziós Dalfesztiválra való kijutásért. A sorozat egyfordulós volt; csak egy döntőt rendeznek, 2019. február 9-én, ahol a közönség és a szakmai zsűri döntött mindenről.
A verseny győztese Kate Miller-Heidke lett, aki Zero Gravity című dalával képviseli az országot Tel-Avivban.

## Helyszín
A verseny helyszínéül gold coast-i Kongresszusi és Kiállítási Központ szolgált. Érdekesség, hogy ugyanez a központ ad helyszínt az első Eurovíziós Ázsia-dalfesztiválnak.
| Ausztrália Gold Coast |

## A műsorvezetők
Az első műsor házigazdái Myf Warhurst és Joel Creasey voltak. A páros 2017 óta kommentálja az eurovíziós adásokat Ausztrália nézőinek.

## A résztvevők
Az SBS először 2018. december 2-án, december 18-án, és 2019. január 18-án jelentette be az élő műsorba jutottak névsorát a dalválasztó show online felületein.
| Előadó             | Dal                 | Nyelv                 | Szerző(k)                                           |
| ------------------ | ------------------- | --------------------- | --------------------------------------------------- |
| Alfie Arcuri       | To myself           | angol                 | Alfie Arcuri, Audius Mtawarira, Séb Mont            |
| Aydan Calafiore    | Dust                | angol                 | Aydan, Cam Bluff, Dylan Joel                        |
| Courtney Act       | Fight for Love      | angol                 | Danny Shah, Felicity Birt, Courtney Act, Sky Adams  |
| Electric Fields    | 2000 and Whatever   | angol, pitjantjatjara | Michael Ross, Zaachariaha Fielding                  |
| Ella Hooper        | Data Dust           | angol                 | Alice Chance                                        |
| Kate Miller-Heidke | Zero Gravity        | angol                 | Kate Miller-Heidke, Keir Nuttall                    |
| Leea Nanos         | Set Me Free         | angol                 | Frank Dixon, Leea Nanos                             |
| Mark Vincent       | This Is Not The End | angol                 | Isabella Kearney-Nurse, Mark Vincent, Roberto De Sa |
| Sheppard           | On My Way           | angol                 | George Sheppard, Amy Sheppard, Jay Bovino, Jon Hume |
| Tania Doko         | Piece of Me         | angol                 | Tania Doko, Christian Fast, Peter Mansson           |

## Döntő
A döntőt február 9-én rendezte az SBS tíz előadó részvételével a Gold Coast-on, a Kongresszusi és Kiállítási Központban. A végeredményt a zsűri és a nézők szavazatai alakították ki.
| #  | Előadó             | Dal                 | Zsűri | Nézők | Összesen | Helyezés |
| -- | ------------------ | ------------------- | ----- | ----- | -------- | -------- |
| 1  | Ella Hooper        | Data Dust           | 12    | 6     | 18       | 10       |
| 2  | Electric Fields    | 2000 and Whatever   | 44    | 70    | 114      | 2        |
| 3  | Mark Vincent       | This Is Not the End | 19    | 19    | 38       | 7        |
| 4  | Aydan Calafiore    | Dust                | 38    | 10    | 48       | 6        |
| 5  | Courtney Act       | Fight for Love      | 26    | 26    | 52       | 4        |
| 6  | Leea Nanos         | Set Me Free         | 10    | 11    | 21       | 9        |
| 7  | Sheppard           | On My Way           | 41    | 46    | 87       | 3        |
| 8  | Alfie Arcuri       | To Myself           | 35    | 14    | 49       | 5        |
| 9  | Kate Miller-Heidke | Zero Gravity        | 48    | 87    | 135      | 1        |
| 10 | Tania Doko         | Piece of Me         | 17    | 6     | 23       | 8        |